# Órbita osculadora

Órbita osculadora (interna, em preto) e órbita perturbada (em vermelho)

Na astronomia, e em particular na astrodinâmica, a órbita osculadora de um objeto no espaço em um dado momento é a órbita de Kepler gravitacional (isto é, uma elíptica ou outra cônica) que ele teria em torno de seu corpo central se não houvesse perturbações. Ou seja, é a órbita que coincide com os vetores de estado orbital atuais (posição e velocidade).

## Etimologia
A palavra oscular vem do latim e significa "beijar". Em matemática, duas curvas osculam quando apenas se tocam, sem (necessariamente) se cruzar, em um ponto no qual ambas têm a mesma posição e inclinação — ou seja, as duas curvas se "beijam".

## Elementos de Kepler
Uma órbita osculadora e a posição do objeto sobre ela podem ser totalmente descritas pelos seis elementos orbitais padrão de Kepler (elementos osculadores), que são fáceis de calcular desde que se conheça a posição e a velocidade do objeto em relação ao corpo central. Os elementos osculadores permaneceriam constantes na ausência de perturbações. Órbitas astronômicas reais sofrem perturbações que fazem com que os elementos osculadores evoluam, às vezes muito rapidamente.
Nos casos em que foram realizadas análises gerais da mecânica celeste do movimento (como foi feito para os principais planetas, a Lua e outros satélites planetários), a órbita pode ser descrita por um conjunto de elementos médios com termos seculares e periódicos. No caso de planetas menores, foi desenvolvido um sistema de elementos orbitais próprios para permitir a representação dos aspectos mais importantes de suas órbitas.

## Perturbações
Perturbações que fazem com que a órbita osculadora de um objeto mude podem surgir de:
- Um componente não esférico do corpo central (quando o corpo central não pode ser modelado nem como uma massa pontual nem como uma distribuição de massa esfericamente simétrica, por exemplo, quando se trata de um esferoide oblato).

- Um terceiro corpo ou múltiplos outros corpos cuja gravidade perturba a órbita do objeto — por exemplo, o efeito da gravidade da Lua sobre objetos que orbitam a Terra.

- Uma correção relativística.

- Uma força não gravitacional atuando sobre o corpo, como forças originadas por:
  - Empuxo de um motor de foguete
  - Liberação, vazamento, exaustão ou ablação de material
  - Colisões com outros objetos
  - Arrasto atmosférico
  - Pressão de radiação
  - Pressão do vento solar
  - Troca para um referencial não inercial (por exemplo, quando a órbita de um satélite é descrita em um referencial associado ao equador precessante do planeta)

## Parâmetros
Os parâmetros orbitais de um objeto serão diferentes se forem expressos em relação a um referencial não inercial (por exemplo, um referencial que co-precessa com o equador do corpo primário), do que se forem expressos em relação a um referencial inercial (não rotativo).
De forma mais geral, uma trajetória perturbada pode ser analisada como se fosse composta por pontos, cada um dos quais pertence a uma curva dentro de uma sequência de curvas. As variáveis que parametrizam essas curvas dentro da família podem ser chamadas de elementos orbitais. Tipicamente (embora não necessariamente), essas curvas são escolhidas como cônicas keplerianas, todas com um foco em comum. Na maioria das situações, é conveniente que cada uma dessas curvas seja tangente à trajetória no ponto de interseção. Curvas que obedecem a essa condição (e também à condição adicional de que tenham a mesma curvatura no ponto de tangência que seria produzida pela gravidade do corpo central na ausência de forças perturbadoras) são chamadas de osculadoras, enquanto as variáveis que as parametrizam são chamadas de elementos osculadores.
Em algumas situações, a descrição do movimento orbital pode ser simplificada e aproximada escolhendo-se elementos orbitais que não sejam osculadores. Além disso, em certos casos, as equações padrão (do tipo Lagrange ou Delaunay) fornecem elementos orbitais que acabam sendo não osculadores.